# アヴィレックス
アヴィレックス（Avirex）は、衣料品を設計、製造、販売するアメリカ合衆国の企業。

## 歴史
1975年創業。創業者はジェフ・クレイマン。1987年に復刻版のA-2フライトジャケットをアメリカ空軍に納入したことで有名となる。
一般市場にも商品を供給しており、世界有数のミリタリー・ファッションブランドとして知られ、また、ヒップホップアーティストの間でも人気となった。2006年にEckō Unltd.に売却されてからはストリートファッションブランドとしての販売路線もとるようになり、現在、アメリカ、ヨーロッパ、日本にて販売されている。
また、創業者ジェフ・クレイマンはアヴィレックス売却後、Cockpit USAというミリタリー・ファッションブランドを新たに立ち上げている。

## 日本での展開
1986年、上野商会が輸入総代理店契約を締結し、日本でアヴィレックスを展開する。現在、デパートやショッピングモールにて合計31店舗を展開しているほか、セレクトショップでの取り扱いも行われている。現在、TSIホールディングスが上野商会を買収したことにより、TSIホールディングスが商標権および経営権を持つ。

### コレクションライン
日本ではアメリカのコレクションと同時に、軍隊とストリートのカルチャーを合わせた独自のコレクションを展開している。
- PUBLIC DEFENSEIVE WEAR(別ライン)

SWATからのインスピレーション
- FROGMAN(2019年春夏)

Navy SEALsからのインスピレーション
- AVIREX BASE FIELD MISSIONS(2019年秋冬)

陸軍・海兵隊の山岳トレーニングスクールからのインスピレーション
- UNSEEN FORCES(2020年春夏)

ステルス機や潜水艦からのインスピレーション
- SKY HEROES(2020年秋冬)

映画「トップガン」などからのインスピレーション。
- NEXT GEN(2021年春夏)

空軍士官学校やパイロット訓練部隊からのインスピレーション